# 1896 en Lorraine
Chronologie de la Lorraine
- 1892
- 1893
- 1894
- 1895
- 1896
- 1897
- 1898
- 1899
- 1900

Cette page est une liste d'événements qui se sont produits durant l'année 1896 en Lorraine.

## Événements

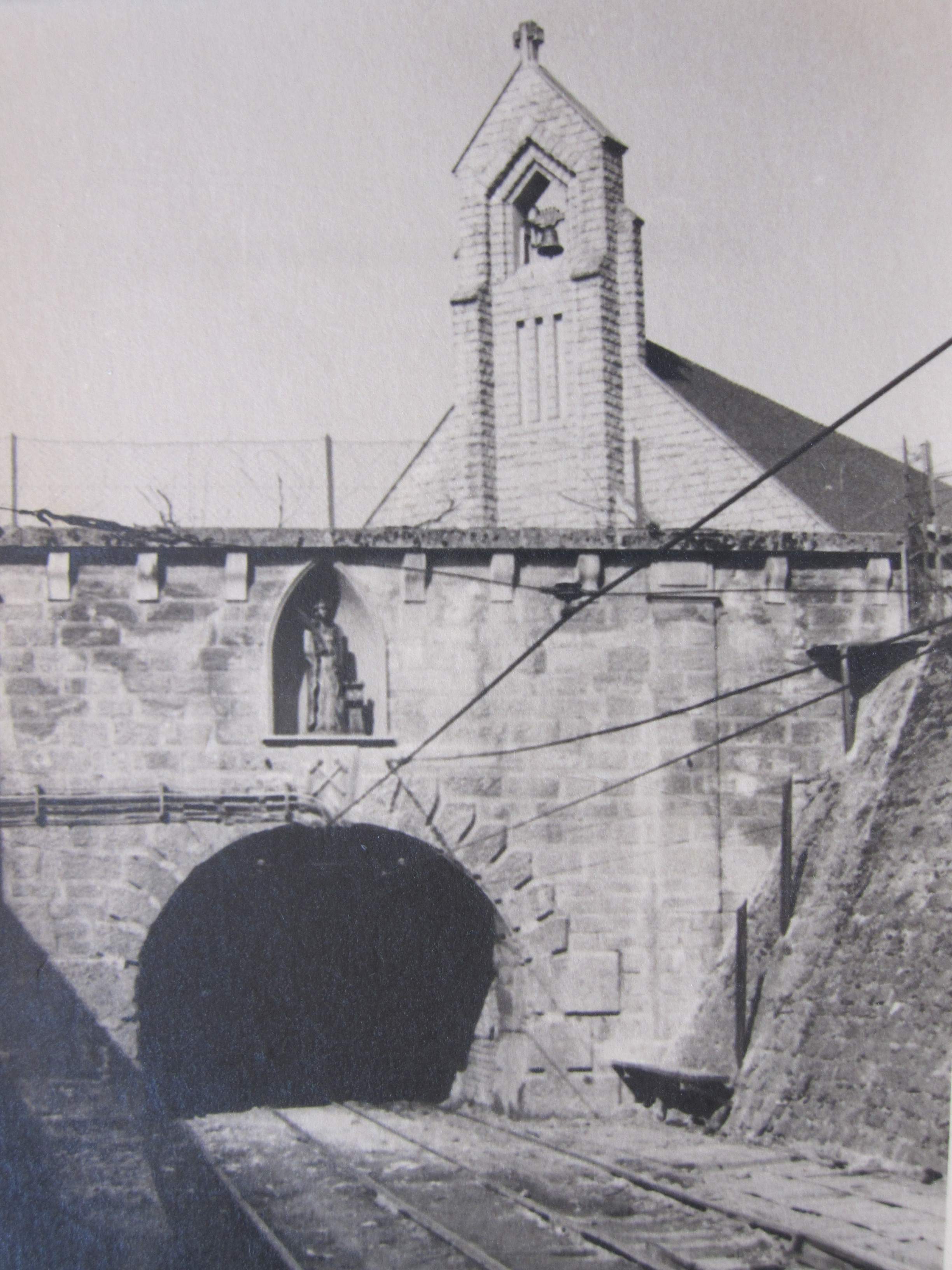
Entrée de la mine Charles Ferdinand.

- Le site le la Roche plate à Saint-Mihiel fait l'objet de recherches par le docteur Mitour qui y trouva des cornes de grands ruminants, des traces de foyers, des silex, plus de vingt paires de bois de rennes et quelques ossements[1],[2].
- Début de l'exploitation par Karl Ferdinand von Stumm de la mine Charles-Ferdinand, mine de fer implantée sur les communes d’Entrange et de Hettange-Grande en Moselle[3].
- Ouvertures de la mine de Brehain à Thil, de la Mine de Micheville à Villerupt et de la mine de Jœuf [4].
- Paul Cuny fonde une filature de coton à Thaon, Paul Cuny et Cie.
- Création du Ski Club Vosgien par quelques Strasbourgeois[5].
- Constitution de l'université de Nancy sur la base des facultés existantes[6].

- 19 avril : Rambervillers est décorée de la Légion d'honneur : « La ville de Rambervillers a donné, il y a vingt-cinq ans, la preuve éclatante du patriotisme de ses habitants. Le Gouvernement a jugé nécessaire de perpétuer le souvenir de la résistance qu'ils ont opposée durant plusieurs jours à l'ennemi. »

## Inscriptions ou classements aux titre des monuments historiques
- En Moselle : Ancienne église Saint-Hubert de Gandrange[7], Église Saint-Nicolas de Munster[8], Croix de Louve à Vany[9]

## Naissances

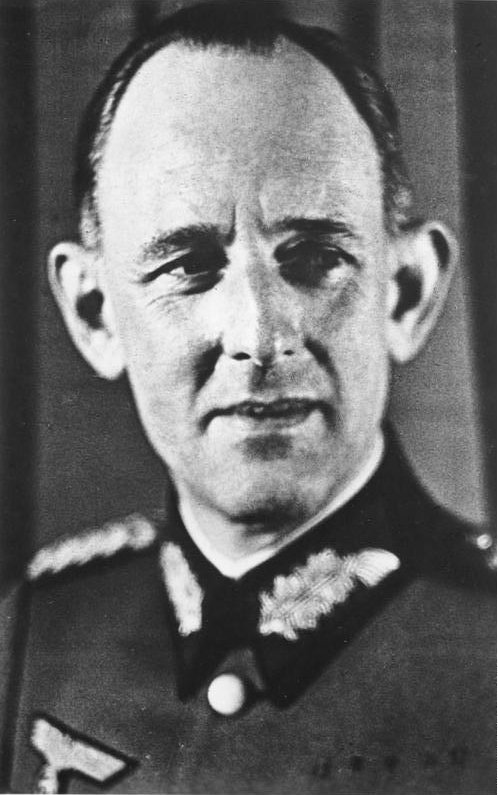
Rudolf Schmundt

- à Metz : Hans Scheil  (décédé à Francfort-sur-le-Main en 1988), peintre expressionniste allemand du XXe siècle. Peintre de sujets de nus, portraits, paysages, et natures mortes.
- 8 janvier à Verdun : Élisabeth Brasseur, chef de chœur française, morte à Versailles le 23 novembre 1972. Elle fonde en 1920 une chorale, qui porte son nom depuis 1943.
- 29 janvier à Metz : Karl Paletta ([décédé en 1954), musicien et chef de chœur allemand[10].
- 4 février à Metz : Jutta Jol, de son vrai nom : Justine Jutta Blanda Hermine Gehrmann (décédée le 26 octobre 1981 à Berlin), actrice allemande de l'entre-deux-guerres[11]. Elle joua notamment dans Der Tiger von Eschnapur (Le Tigre du Bengale) de Richard Eichberg en 1938.
- 26 février à Nancy : Jacques Marie Benoit, mort à 1er décembre 1982 à Neuilly-sur-Seine, médecin et biologiste français. Professeur au Collège de France, spécialiste en endocrinologie animale, il est considéré comme l'un des pionniers de la neuroendocrinologie.
- 16 mars à Metz : Richard Zöllner (décédé à Constance, 15 avril 1954), musicien et compositeur allemand[12].
- 8 avril à Metz : Joachim von der Lieth-Thomsen (décédé en 1918) est un pilote allemand de la Première Guerre mondiale. Il était le fils du général Hermann von der Lieth-Thomsen.
- 15 juillet à Commercy : Raymond Thouvenot, archéologue et historien français de l'Antiquité romaine, mort le 17 avril 1981 dans la même ville. Il a été directeur du service des antiquités du Maroc et professeur d'histoire ancienne et d'archéologie romaine à la faculté des lettres de Poitiers.
- 24 juillet à Xertigny : André Sérot, assassiné par des terroristes juifs du groupe Lehi, connu aussi sous les termes de « gang Stern » le 17 septembre 1948 à Jérusalem, officier supérieur de l'armée de l'air et qui fut employé au cours de sa carrière par les services spéciaux français.
- 5 août à Velaines : Édouard Charles Albert Laurent, mort le 15 mars 1972 à Nice, militaire et résistant français, Compagnon de la Libération. Vétéran de la Première Guerre mondiale et de la guerre du Rif, il intègre ensuite divers états-majors. Affecté aux services de renseignement de l'armée à la veille de la Seconde Guerre mondiale, il reste à ce poste après l'armistice de 1940 et s'en sert comme couverture pour fournir des renseignements à la France libre. S'engageant ensuite pour cette dernière, il sert dans l'organisation de résistance de l'Armée et participe à la libération de la France. Après la guerre, il devient général et occupe plusieurs fonctions de commandement au sein de l'armée avant de se retirer du service.
- 13 août à Metz : Rudolf Schmundt, General der Infanterie de l’Armée de terre allemande de la Seconde Guerre mondiale, mort le 1er octobre 1944 à Rastenburg (province de Prusse-Orientale). Officier d'état-major, le général Schmundt fut l’une des victimes de l’attentat du 20 juillet 1944 contre Adolf Hitler. Il a reçu la très rare croix en or de l'ordre allemand le 7 octobre 1944 à titre posthume.
- 18 août à Nancy : Jean Auscher, peintre de portraits, graveur et illustrateur, mort à Paris le 21 décembre 1985.
- 22 août à Toul : Pierre Voizard, mort le 21 décembre 1982 à Neuilly-sur-Seine[13], haut fonctionnaire français, résident général de France en Tunisie de 1953 à 1954.
- 2 septembre à Metz : Erich Wilhelm Ludwig Josef von Brückner (décédé en avril 1949), officier supérieur allemand de la Seconde Guerre mondiale. Il a reçu la prestigieuse croix de chevalier de la croix de fer en 1945.
- 24 septembre à Verdun : André Kientz, mort le 27 juin 1962 à Saint-Mandé, militaire français.
- 5 octobre à Épinal : La Palma, chanteuse française, née Marie Dalmazzo, décédée le 7 octobre 1979 à Nîmes[14]. Son père était un lutteur originaire de Marseille. Elle eut une brillante carrière entre les années 1920 et 1950 dans plusieurs salles parisiennes de l’époque.
- 30 octobre à Nancy : Édouard Vigneron, décédé le 1er février 1972 à Nancy, Meurthe-et-Moselle, chef du service des étrangers de la police de Nancy, avec ses adjoints, est responsable du sauvetage de Juifs à Nancy lors de la Rafle manquée de Nancy. Il est un des Justes parmi les nations.

## Décès

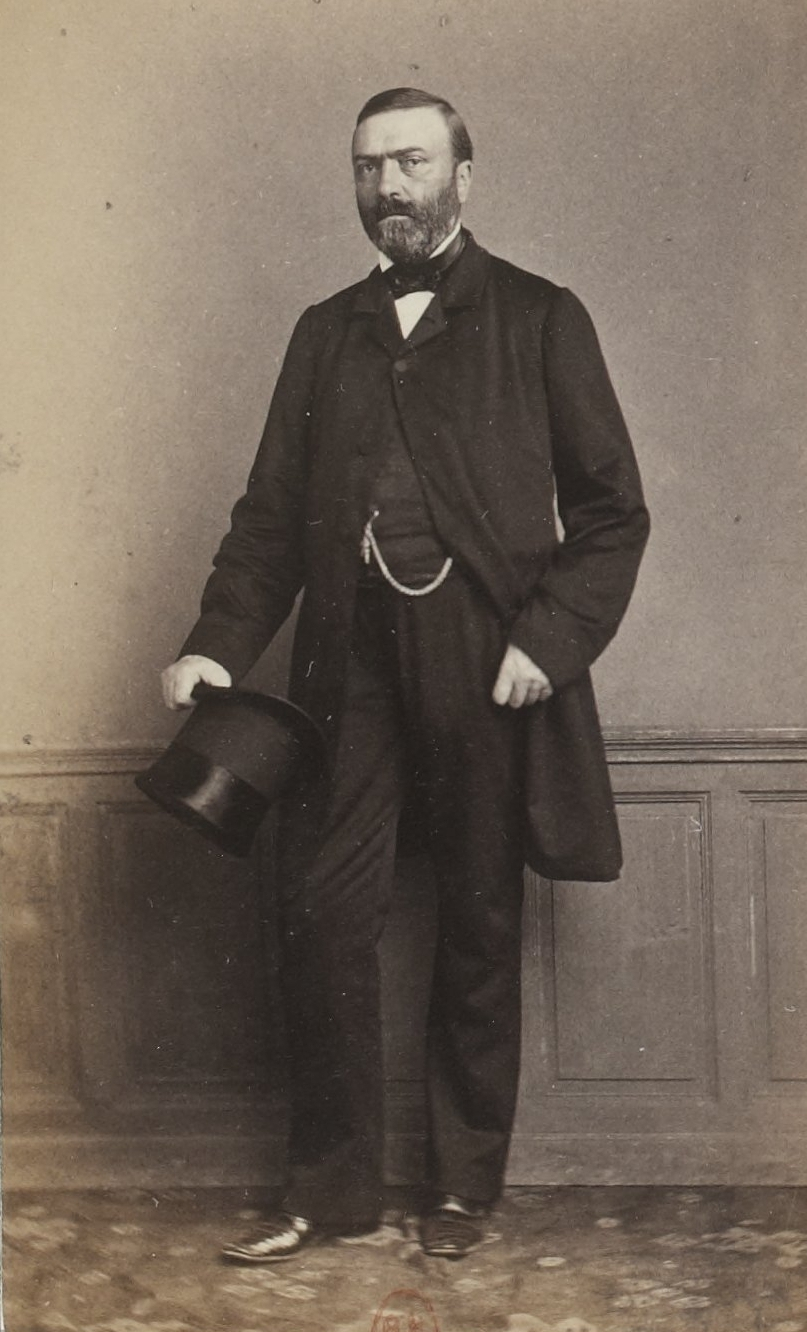
Victor Louis de Benoist

- 13 février à Moulins-lès-Metz : Jules Verronnais (1827-1896), auteur et imprimeur français[15]. Il est l'auteur de plusieurs cartes sur la Moselle.
- 8 mai à Bar-le-Duc : Gustave Cosson, né à Saint-Dizier (Haute-Marne, France) le 18 décembre 1824, photographe français qui exerça sous le nom d'artiste de "Gustave" d'abord à Paris de 1844 à 1855, puis au Mans (Sarthe) de 1856 à sa mort. Alors qu'il a laissé plus de 55 000 portraits dans les albums familiaux, il n'existe aucun portrait connu de lui ou de sa famille.
- 15 juin à Waly : Le baron Victor Louis de Benoist, né le 27 octobre 1815 à Dugny, député du Second Empire de 1858 à 1870 et un agronome distingué.
- 28 juillet à Lunéville : Auguste Braun, né le 10 avril 1831 à Dambach-la-Ville, général français d'origine alsacienne. Il fut officier d'ordonnance du général Jean-Auguste Margueritte
- 12 novembre à Nancy : Louis Gugumus[16],[17], né le 25 avril 1846 à Mutzig (Bas-Rhin)[18]. Un des fils de Ignace Gugumus, tailleur de pierre, et Madeleine Girolt, mariés à Mutzig le 15 mai 1838[19].